# Carl Friedrich Wenzel
Carl Friedrich Wenzel (auch als Karl Friedrich W. geschrieben) (* 20. August 1740 in Dresden; † 26. Februar 1793 in Freiberg) war ein deutscher Chemiker.

## Leben und Wirken
Er lernte zunächst in der väterlichen Buchbinder-Werkstatt, wo er auch als Geselle tätig war. Im Jahre 1755 begann er seinen Heimatort zu verlassen und begab sich auf einige Reisen, die ihn auch nach Grönland führten. Er absolvierte eine Ausbildung zum Schiffswundarzt in holländischen Diensten. 1766 begann er in Leipzig für drei Jahre Chemie zu studieren. Im Jahre 1780 wurde er Chemiker bei der kurfürstlichen sächsischen Schmelzadministration, später 1785 Oberhütten-Amtsassessor in Freiberg und ab 1786 Arkanist in der Porzellanmanufaktur Meißen. Dort werden ihm Verbesserungen an dem Unterglasur-Kobaltblau (siehe Glasur) zugeschrieben.

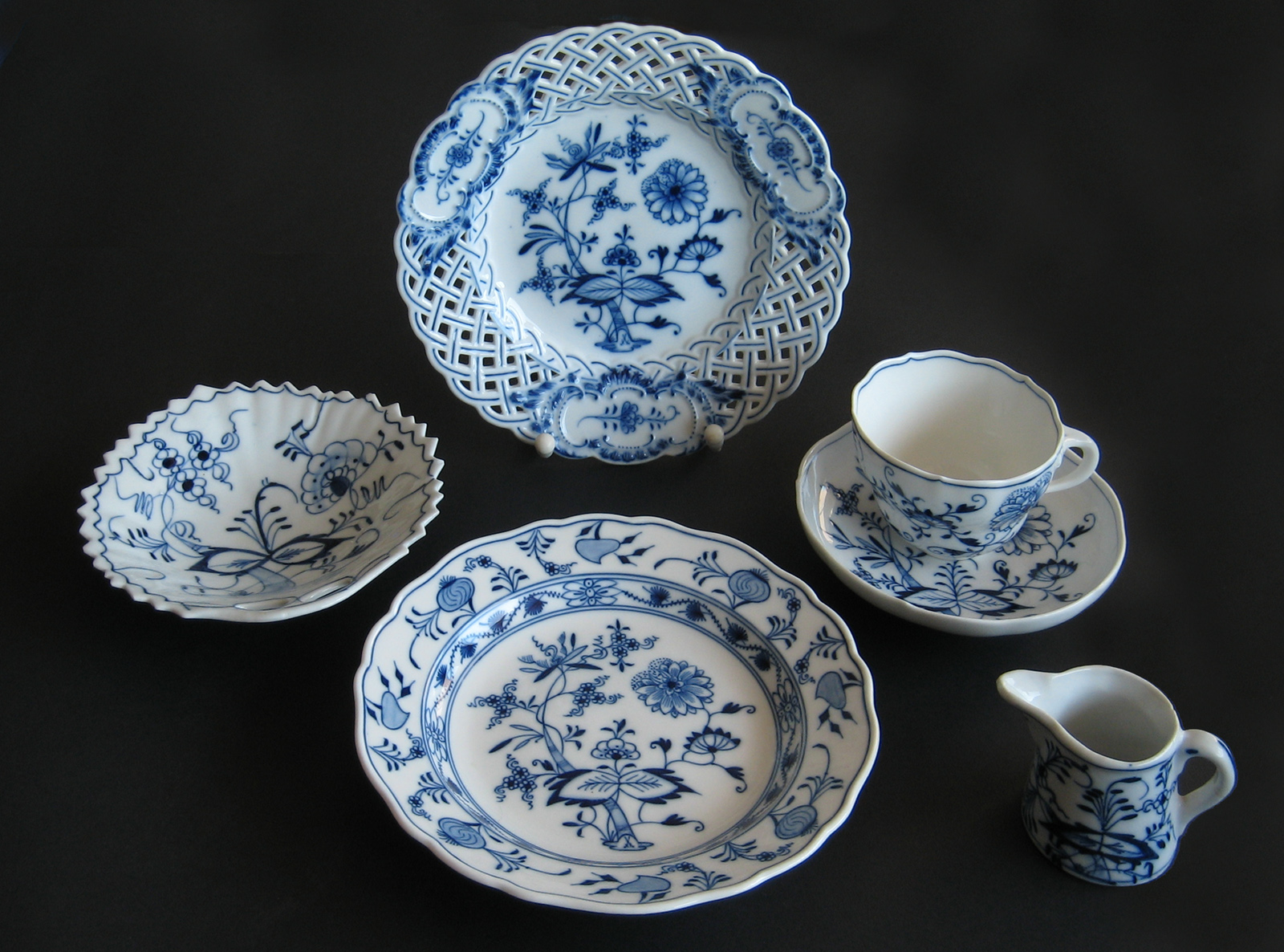
Meißener Porzellan um 1900

Wenzel war neben Jeremias Benjamin Richter der erste, der sich mit dem Problem der chemischen Verwandtschaftslehre, die Lehre von der Verwandtschaft der Körper befasste.

„Die Stärke der chemischen Verwandtschaft ist der Masse der wirkenden proportional.“

Er nahm in diesem Werk das Gesetz der Massenwirkung vorweg. Nach diesem ist die chemische Wirkung eines Körpers proportional und abhängig von dessen reaktiven oder wirksamen Menge oder seiner Konzentration.

## Werke (Auswahl)
- Einleitung zur höheren Chemie. Leipzig, (1774)
- Lehre von der Verwandtschaft der Körper. Dresden (1777, 2. Aufl. 1782);
- Chymische Untersuchung des Flußspates. Dresden (1783)
- Chymische Versuche, die Metalle vermittelst der Reverberation in ihre Bestandtheile zu zerlegen. Kopenhagen (1781)
- Ueber das Schießen in Bergwerken und Steinbrüchen. Bergmänn. Journal II, (1790)
- Ueber die vortheilhafteste Art, Zinnerze zu probiren. Neues bergmänn. Journal I, (1795)